# Малая Колпеница
Ма́лая Колпе́ница (бел. Малая Каўпеніца) — деревня в Барановичском районе Брестской области Беларуси. Входит в состав Столовичского сельсовета. Население по переписи 2019 года — 632 человека.

## География
Примыкает к северу Барановичей. К западу от деревни находятся разливы «Атлант». Расположена на пересечении автодорог M1 и Р5.

## История
По письменным источникам известна с XVI века как деревня. В период 1602—1831 годов являлась владением виленского католического епископата. С 1793 года — в составе Российской Империи. В 1897 году — в Столовичской волости Новогрудского уезда Минской губернии. В 1913 году произошли волнения крестьян, которые отказались переселяться в хутора. После Рижского мирного договора 1921 года — в составе гмины Столовичи Барановичского повета Новогрудского воеводства Польши. С 1939 года — в составе БССР.
С 15 января 1940 года в Новомышском районе Барановичской, с 8 января 1954 года — Брестской областей, с 8 апреля 1957 года — в Барановичском районе. С 12 октября 1940 года — центр сельсовета. В период Великой Отечественной войны с конца июня 1941 года до 8 июля 1944 года оккупирована немецко-фашистскими войсками (убито восемь человек, разрушено 59 домов). На фронтах войны погибло 14 односельчан.
В 2012 году часть территории деревни Малая Колпеница включена в состав города Барановичи.
До 26 июня 2013 года входила в состав Колпеницкого сельсовета.

## Население
| Численность населения (по переписи) | Численность населения (по переписи) | Численность населения (по переписи) | Численность населения (по переписи) | Численность населения (по переписи) | Численность населения (по переписи) | Численность населения (по переписи) | Численность населения (по переписи) |
| 1897                                | 1909                                | 1921                                | 1939                                | 1959                                | 1999                                | 2009                                | 2019                                |
| ----------------------------------- | ----------------------------------- | ----------------------------------- | ----------------------------------- | ----------------------------------- | ----------------------------------- | ----------------------------------- | ----------------------------------- |
| 574                                 | ↗588                                | ↘464                                | ↗733                                | ↘614                                | ↗702                                | ↗751                                | ↘632                                |

## Достопримечательность
- Могила воина-интернационалиста Сергея Ивановича Кеба[6]